# Лемішевський Андрій Валерійович
Андрій Валерійович Лемішевський (нар. 10 січня 1987) — український футболіст, півзахисник канадського клубу «Воркута» (Торонто).

## Життєпис
Вихованець хмельницького «Динамо». Футбольну кар'єру розпочав у 2005 році в складі друголігового МФК «Житомира», однак у команді не зміг закріпитися й зіграв у першій частині сезону 2 поєдинки чемпіонату. У 2006 році став гравцем «Іскри-Поділля», яка виступала в аматорському чемпіонаті України. У 2007 році підписав контракт з хмельницьким «Поділлям», яке виступало в Другій лізі чемпіонату України, за яку загалом зіграв 28 матчів. У 2008 році перейшов до хмельницького «Динамо», за яке зіграв 23 матчі. Після цього виступав на професіональному рівні за «Єдність» (Плиски) та «Динамо» (Хмельницький). З 2012 по 2014 роки виступав за аматорські клуби «Збруч» (Волочиськ та «Случ» (Старокостянтинів). У 2016 році виїхав до Канади, де підписав контракт з «Юкрейн Юнайтед», який виступав у Канадській футбольній лізі. Наступного року виступав за дублюючий склад «Воркути».